# Shujaa Benson
Shujaa Sundiata Benson  (født 26. juli 1990 i Arusha, Tanzania) er en dansk tidligere amerikansk fodbold-spiller, nu atlet som og løber for Aarhus 1900. 
Benson løb 14. februar 2014 i Arkansas 60 meter hæk på 7,80. Dermed slettede han Claus Hirsbros 18 år gamle danske rekord. Udover den danske rekord i hækkeløb blev det samme dag desuden til dansk årsbedste i længdespring med resultatet 7,54, en personlig rekord med 4 cm.
Benson spillede fodbold indtil 16-års alderen, hvor han skiftede til amerikansk fodbold og kom på det danske juniorlandshold, det bragte ham til USA som 17-årig. Først blev han udtaget til U19 landshold til at spille EM i Spanien. Til turneringen blev han hædret som ”Most Valued Player”, og derefter fik han scholarship og drog til USA for at spille for Lake Forest Academy High School i Chicago, Illinois. Året efter skiftede han til Loyola Academy i Winnetka, hvor han spillede cornerback på holdet som nåede semifinalen i Illinois statsmesterskab. Efter fodboldsæsonen begyndte han at løbe for Loyola Academy med løbetræneren Frank Amato. Han fik et scholarship i sprint/hæk på University of Illinois og begyndte at tage det seriøst og der efter har det været atletik, som han satser på. Efter et kaotisk første år med skader og personlige problem på University of Illinois skiftede han til  Texas Tech University i Lubbock. Planen er, at han skal blive og færdiggøre sin uddannelse i Texas indtil sommeren 2015. 
Bensons tanzanianska mor Jane Maipa mødte en dansk mand og rejste 1998 med ham og hans seks søskende til København.

## Personlige rekorder
- 55 meter hæk-inde: 7,40 Lubbock, Texas USA 17. januar 2014
- 60 meter hæk-inde: 7,80 Fayetteville, Arkansas, USA 14. februar 2014 Dansk rekord
- Længdespring-inde: 7,54 Fayetteville, Texas , USA 14. februar 2014
- 110 meter hæk: 14,05 Azusa, USA 17. april 2015

13,85w (+2.7) Lubbock, USA 3. maj 2014
- 400 meter hæk: 54.53 Texas, USA 2013
- Længdespring-inde: 7,84 (+1.7) Lubbock, USA	16. maj 2014